# シュガール

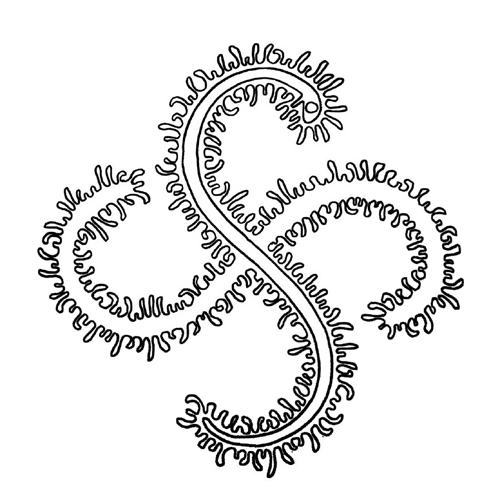
Modern rendering of Sugaar as serpent in the lauburu　by Josu Goñi

シュガール (Sugaar) は、バスク神話における男性神で、雷神、嵐の神である。前キリスト教時代においてバスク人に信仰された。通常は大蛇やドラゴンの姿で表現される。

## 概要
仲間である女性マリと比較し、シュガールについてはごくわずかしか伝説が残っていない。基本的な役割は周期的に山で女神マリと結びついて嵐を起こすことであり、マリ神は五月柱を祝う春の神であるため、後世はサバト伝説と結び付けられる。それゆえ、キリスト教化以後は悪魔（デーモン）と同一視されることが多い。例えばギプスコア県におけるシュガールは、Maju 神と同一視された。 Maju 神はサバトの宴が行われる金曜日にバスク神話の女神マリと会い、そこで魔女らとともに嵐を起こすと言われている。
Betelu では Suarra と呼ばれ、雷竜の姿をした悪魔であると考えられた。シュガールが稲妻の形に変化し、バレルディ山と Elortalde 山の間を雷の姿で駆け巡り、人々を恐怖に陥れたという。

## 語源
シュガール (Sugaar) は suge（蛇）に接尾語 ar （男）を付加して生じた語と考えられている。したがって「雄の蛇」を意味する。しかし、この語には同時に、火を意味する su と炎を意味する gar という単語の接合が隠されている可能性があると指摘する人もいる。その場合は火炎という意味にもなる。
Sugoi はシュガールの別名である。 suge + o[h]i (前者：古き蛇) または su + goi (高位な炎)を二重に組み合わせた名である。しかし3番目に出てくる Maju はどの語とも似ていない。なぜならこの語は男根の力と、豊穣を願う春を祝う五月祭をスペイン風に "Mayu" と呼んだ語の流れを汲むからである。Maya と Mayo が春を調和するという。

## 別の顔を持つシュガール伝承
バスク自治州ギプスコア県ゴイエリ郡アタウンの伝説のシュガールは、2か所の棲み処を持つという。アララー山にあるAmunda 洞窟か Atarreta 洞窟に棲むという。炎の姿をした鎌であることから嵐の前兆であると考えられ、大空を交差しながら見かけたという。アタウン地方では、この姿をしたときのシュガールは親に背く子を罰するために空に出るという民話が残されている。シュガールはキリスト教化以降、デーモン（悪魔）とみなされることもあったが、キリスト教化される以前は（それ以後も民間信仰において）春の守護霊として信仰されていた。

## 関連文献
- José Miguel de BARANDIARAN (1997). "Sugaar". Auñamendi Eusko Entziklopedia (スペイン語). 2022年12月17日閲覧。 - 『アウニャメンディ百科事典（スペイン語版）』電子版の「シュガール」のページ（1997年版、執筆者はホセ・ミゲル・デ・バランディアラン）。また1997年版の他に2022年版（執筆者はeu:Juan Inazio Hartsuaga）も閲覧できる。2022年版は「INICIO（導入部）」「TEXTOS（原典）」「INTERPRETACIÓN（解釈）」「BIBLIOGRAFÍA（参考文献）」の節ごとに別ページに分かれており、サイドメニューから閲覧できる。
- "Sugoi". Auñamendi Eusko Entziklopedia (スペイン語). 2023年2月23日閲覧。 - 『アウニャメンディ百科事典』電子版の「Sugoi」のページ。
- "MAJU". Auñamendi Eusko Entziklopedia (スペイン語). 2023年2月23日閲覧。 - 『アウニャメンディ百科事典』電子版の「Maju」のページ。
- Miguel de Barandiarán, José Frederick H. Fornoff, Linda White, Carys Evans-Corrales訳 (2007). Jesús Altuna. ed (英語). Selected Writings of José Miguel de Barandiarán: Basque Prehistory and Ethnography. Basque Classics Series. 3. Reno, Nevada: Center for Basque Studies, University of Nevada, Reno. ISBN 978-1-877802-69-0 (pbk.), 978-1-877802-70-6 (hardcover) （リンク先はネバダ大学リノ校が公開しているオープンアクセス資料） - 94頁に「Sugaar」の節あり。他の頁にもシュガールへの言及あり。